# 라두 더러반
라두 더러반(루마니아어: Radu Dărăban, 1983년 6월 6일 ~ )은 루마니아의 펜싱 선수로 주 종목은 플뢰레이다. 그는 2012년 하계 올림픽에서 남자 플뢰레 개인전에 출전하였으나, 32강에서 이탈리아의 발레리오 아스프로몬테에 11-15로 패하며 탈락하였다.